# Lecionário 153
O Lecionário 153 (designado pela sigla ℓ 153 na classificação de Gregory-Aland) é um antigo manuscrito do Novo Testamento, paleograficamente datado do Século XIV d.C.[a]
Este codex contém lições dos Actos dos Apóstolos e das epístolas  (conhecidos como  Apostolarion), mas com lacunas no começo e no fim. O manuscrito teve algumas folhas substituídas por um tipo de papel de algodão no final[a]. Foi escrito em grego, e actualmente se encontra na Biblioteca Nacional da França.